# Uri Amaral
Uri Emanuel Amaral Benítez (Minas, Uruguay; 19 de mayo de 1998) es un futbolista uruguayo. Juega como delantero y actualmente milita en Deportivo Xinabajul

## Clubes
| Club                    | País      | Año           |
| ----------------------- | --------- | ------------- |
| Defensor Sporting       | Uruguay   | 2017          |
| Central Español         | Uruguay   | 2018          |
| Boston River            | Uruguay   | 2019          |
| Bella Vista             | Uruguay   | 2019          |
| Rocha                   | Uruguay   | 2020          |
| Juventud de las Piedras | Uruguay   | 2021-2024     |
| Deportivo Xinabajul     | Guatemala | 2024-presente |

## Selección nacional
En el 2014 comenzó el proceso de la selección sub-17 a cargo de Santiago Ostolaza.
Viajó a Francia para jugar el Torneo Limoges, contra las selecciones Sub-18 de Ucrania, Francia y Canadá en carácter amistoso.
Jugó 2 partidos del cuadrangular. A pesar de que Uruguay disputó el torneo con la Sub-17, salió campeón con 5 puntos.
Fue incluido en la lista definitiva para jugar el Sudamericano Sub-17 en Paraguay. En el primer partido de Uruguay, el 6 de marzo de 2015 ante Bolivia, no ingresó pero ganaron 4 a 1. El segundo partido fue contra el clásico rival, Argentina, el marcador se abrió al minuto 5 con un remate desde afuera del área de Federico Valverde, luego en el minuto 63 Tomás Conechny anotó el 1 a 1 para la albiceleste, pero sobre el final le hicieron un penal a Nicolás Schiappacasse y nuevamente su compañero Valverde lo transformó en gol al minuto 76, Uri no tuvo minutos y ganaron 2 a 1. El 12 de marzo, debutó en el certamen continental contra Chile y ganaron 4 a 1.
Finalizaron en quinto lugar y no clasificaron al Mundial Sub-17. Tiempo después se supo que Ecuador había disputado encuentros con jugadores mayores de 17 años.
| Detalle de partidos con la Sub-17 | Detalle de partidos con la Sub-17 | Detalle de partidos con la Sub-17 | Detalle de partidos con la Sub-17 | Detalle de partidos con la Sub-17 | Detalle de partidos con la Sub-17       | Detalle de partidos con la Sub-17 | Detalle de partidos con la Sub-17 | Detalle de partidos con la Sub-17                           | Detalle de partidos con la Sub-17 |
| N.º                               | Rival                             | Resultado                         | Fecha                             | Lugar                             | Competencia                             | Goles                             | Asistencias                       | Ref.                                                        |                                   |
| --------------------------------- | --------------------------------- | --------------------------------- | --------------------------------- | --------------------------------- | --------------------------------------- | --------------------------------- | --------------------------------- | ----------------------------------------------------------- | --------------------------------- |
| 1                                 | Paraguay                          | 3:0 (0:0)                         | 13 de mayo de 2014                | Asunción Paraguay                 | Amistoso                                | -                                 | -                                 | 1                                                           |                                   |
| 2                                 | Paraguay                          | 2:0 (1:0)                         | 15 de mayo de 2014                | Asunción Paraguay                 | Amistoso                                | -                                 | -                                 | 2                                                           |                                   |
| 3                                 | Paraguay                          | 1:2 (0:1)                         | 30 de mayo de 2014                | Montevideo · Uruguay              | Amistoso                                | -                                 | -                                 | 3 Archivado el 10 de septiembre de 2014 en Wayback Machine. |                                   |
| 4                                 | Chile                             | 2:1 (1:0)                         | 11 de septiembre de 2014          | Santiago · Chile                  | Amistoso                                | -                                 | -                                 | 4                                                           |                                   |
| 5                                 | Perú                              | 3:0 (3:0)                         | 25 de septiembre de 2014          | Lima · Perú                       | Amistoso                                | -                                 | -                                 | 5                                                           |                                   |
| 6                                 | Francia                           | 3:1 (2:0)                         | 10 de octubre de 2014             | Limoges Francia                   | Amistoso Torneo Limoges                 | -                                 | -                                 | 6                                                           |                                   |
| 7                                 | Canadá                            | 1:1 (1:1)                         | 12 de octubre de 2014             | Limoges Francia                   | Amistoso Torneo Limoges                 | -                                 | -                                 | 7                                                           |                                   |
| 8                                 | Perú                              | 3:0 (2:0)                         | 30 de octubre de 2014             | Montevideo · Uruguay              | Amistoso                                | -                                 | -                                 | 8                                                           |                                   |
| 9                                 | Perú                              | 4:1 (3:1)                         | 1 de noviembre de 2014            | Montevideo · Uruguay              | Amistoso                                | -                                 | -                                 | 9                                                           |                                   |
| 10                                | Argentina                         | 2:0 (1:0)                         | 25 de noviembre de 2014           | Montevideo · Uruguay              | Amistoso                                | -                                 | -                                 | 10                                                          |                                   |
| 11                                | Argentina                         | 0:0 (0:0)                         | 27 de noviembre de 2014           | Montevideo · Uruguay              | Amistoso                                | -                                 | -                                 | 11                                                          |                                   |
| 12                                | Argentina                         | 2:2 (1:1)                         | 9 de diciembre de 2014            | Ezeiza Argentina                  | Amistoso                                | -                                 | -                                 | 12                                                          |                                   |
| 13                                | Argentina                         | 1:2 (0:1)                         | 11 de diciembre de 2014           | Ezeiza Argentina                  | Amistoso                                | -                                 | -                                 | 13                                                          |                                   |
| 14                                | Chile                             | 4:1 (2:0)                         | 12 de marzo de 2015               | Capiatá Paraguay                  | Campeonato Sudamericano Fase de grupos  | -                                 | -                                 | 14                                                          |                                   |
| 15                                | Ecuador                           | 1:0 (0:0)                         | 14 de marzo de 2015               | Capiatá Paraguay                  | Campeonato Sudamericano Fase de grupos  | -                                 | -                                 | 15                                                          |                                   |
| 16                                | Ecuador                           | 0:1 (0:1)                         | 17 de marzo de 2015               | Luque Paraguay                    | Campeonato Sudamericano Hexagonal final | -                                 | -                                 | 16                                                          |                                   |
| 17                                | Argentina                         | 2:1 (2:0)                         | 26 de marzo de 2015               | Asunción Paraguay                 | Campeonato Sudamericano Hexagonal final | -                                 | -                                 | 17                                                          |                                   |

### Participaciones en juveniles
| Competición                            | Sede     | Resultado     | Partidos | Goles |
| -------------------------------------- | -------- | ------------- | -------- | ----- |
| Campeonato Sudamericano Sub-17 de 2015 | Paraguay | Quinto puesto | 4        | 0     |

## Estadísticas

### Selecciones
Actualizado al 29 de marzo de 2015.
Último partido citado: Paraguay 2 - Uruguay 1
| Sub-17 · Uruguay                                                 | 2013/14       | - | - | - | - | 3  | 0 | 3  | 0 |
| Sub-17 · Uruguay                                                 | 2014/15       | 4 | 0 | - | - | 10 | 0 | 14 | 0 |
| Sub-17 · Uruguay                                                 | Total sel.    | 4 | 0 | - | - | 13 | 0 | 17 | 0 |
| Total carrera                                                    | Total carrera | 4 | 0 | - | - | 13 | 0 | 17 | 0 |
| (1)Incluidos los datos del Campeonato Sudamericano Sub-17 (2015) |               |   |   |   |   |    |   |    |   |

## Palmarés

### Amistosos
| Competición           | Equipo         | País    | Año  |
| --------------------- | -------------- | ------- | ---- |
| Torneo Limoges Sub-18 | Uruguay Sub-17 | Francia | 2014 |